# عزرا فيتش
عزرا فيتش (بالإنجليزية: Ezra Fitch)‏ هو محامي ورائد أعمال أمريكي، ولد في 21 سبتمبر 1865، وتوفي في 16 يونيو 1930 في سانتا باربارا في الولايات المتحدة.

## وصلات خارجية
- عزرا فيتش على موقع إن إن دي بي (الإنجليزية)